# Pentathlon moderno ai Giochi della XXXIII Olimpiade - Gara maschile
La competizione del pentathlon moderno maschile dei Giochi della XXXIII Olimpiade si è svolta dall'8 al 10 agosto 2024 a Parigi presso l'Arena Paris Nord (scherma) e la Reggia di Versailles (nuoto, equitazione, tiro a segno e corsa).

## Risultati

### Semifinale A
| Class | Atleta                   | Paese      | Nuoto Tempo (p.) | Scherma Vittorie (p.) | Equitazione Tempo (p.) | Laser Run Tempo (p.) | Totale |
| ----- | ------------------------ | ---------- | ---------------- | --------------------- | ---------------------- | -------------------- | ------ |
| 1     | Ahmed Elgendy            | Egitto     | 1'59"76 (311)    | 24+0 (245)            | 72"86 (267)            | 10'07"61 (693)       | 1516 Q |
| 2     | Alexandre Dallenbach     | Svizzera   | 1'58"28 (314)    | 21+0 (230)            | 63"87 (300)            | 10'34"14 (666)       | 1510 Q |
| 3     | Emiliano Hernández       | Messico    | 2'04"82 (301)    | 17+5 (220)            | 63"37 (293)            | 10'05"89 (695)       | 1509 Q |
| 4     | Matteo Cicinelli         | Italia     | 1'59"90 (311)    | 19+0 (220)            | 56"99 (293)            | 10'16"62 (684)       | 1508 Q |
| 5     | Pāvels Švecovs           | Lettonia   | 2'02"17 (306)    | 23+0 (240)            | 59"74 (300)            | 10'40"68 (660)       | 1506 Q |
| 6     | Fabian Liebig            | Germania   | 2'03"81 (303)    | 17+0 (210)            | 58"15 (300)            | 10'09"13 (691)       | 1504 Q |
| 7     | Jean-Baptiste Mourcia    | Francia    | 2'09"07 (292)    | 16+1 (207)            | 59"28 (293)            | 9'48"28 (712)        | 1504 Q |
| 8     | Csaba Bőhm               | Ungheria   | 1'59"50 (311)    | 13+2 (194)            | 61"51 (300)            | 10'04"64 (696)       | 1501 Q |
| 9     | Valentin Prades          | Francia    | 2'07"25 (296)    | 20+5 (235)            | 57"21 (293)            | 10'24"18 (676)       | 1500 Q |
| 10    | Martin Vlach             | Rep. Ceca  | 2'07"93 (295)    | 12+1 (187)            | 60"29 (300)            | 9'47"46 (713 OR)     | 1495   |
| 11    | Luo Shuai                | Cina       | 2'06"75 (297)    | 17+0 (210)            | 58"74 (286)            | 9'58"62 (702)        | 1495   |
| 12    | Todor Mihalev            | Bulgaria   | 2'06"85 (297)    | 20+0 (225)            | 58"20 (293)            | 10'24"04 (676)       | 1491   |
| 13    | Buğra Ünal               | Turchia    | 2'07"24 (296)    | 20+0 (225)            | 58"25 (283)            | 10'23"26 (677)       | 1481   |
| 14    | Marek Grycz              | Rep. Ceca  | 2'00"60 (309)    | 10+0 (175)            | 59"73 (286)            | 10'16"03 (684)       | 1454   |
| 15    | Duilio Carrillo          | Messico    | 2'07"39 (296)    | 14+0 (195)            | 61"91 (279)            | 10'17"52 (683)       | 1453   |
| 16    | Georgiy Boroda-Dudochkin | Kazakistan | 2'08"28 (294)    | 10+1 (177)            | 59"49 (300)            | 10'19"91 (681)       | 1452   |
| 17    | Andrés Torres            | Ecuador    | 1'59"70 (311)    | 16+1 (207)            | 54"63 (283)            | 11'29"63 (611)       | 1412   |
| 18    | Phurit Yohuang           | Thailandia | 2'02"18 (306)    | 12+1 (187)            | 84"66 (245)            | 11'03"33 (637)       | 1375   |

### Semifinale B
| Class | Atleta               | Paese         | Nuoto Tempo (p.) | Scherma Vittorie (p.) | Equitazione Tempo (p.) | Laser Run Tempo (p.) | Totale |
| ----- | -------------------- | ------------- | ---------------- | --------------------- | ---------------------- | -------------------- | ------ |
| 1     | Taishu Sato          | Giappone      | 2'04"93 (301)    | 21+1 (232)            | 61"80 (300)            | 10'18"02 (682)       | 1515 Q |
| 2     | Jun Woong-tae        | Corea del Sud | 1'59"90 (311)    | 22+1 (237)            | 58"58 (286)            | 10'19"14 (681)       | 1515 Q |
| 3     | Giorgio Malan        | Italia        | 1'59"82 (311)    | 18+2 (219)            | 60"45 (293)            | 10'12"46 (688)       | 1511 Q |
| 4     | Łukasz Gutkowski     | Polonia       | 2'06"21 (298)    | 20+1 (227)            | 61"51 (300)            | 10'20"74 (680)       | 1505 Q |
| 5     | Seo Chang-wan        | Corea del Sud | 2'00"79 (309)    | 20+0 (225)            | 58"71 (300)            | 10'31"53 (669)       | 1503 Q |
| 6     | Marvin Dogue         | Germania      | 2'07"95 (295)    | 20+4 (233)            | 56"96 (286)            | 10'11"78 (689)       | 1503 Q |
| 7     | Balázs Szép          | Ungheria      | 2'03"81 (303)    | 18+0 (215)            | 59"53 (293)            | 10'12"10 (688)       | 1499 Q |
| 8     | Joseph Choong        | Gran Bretagna | 1'58"71 (313)    | 14+4 (203)            | 57"86 (286)            | 10'05"18 (695)       | 1497 Q |
| 9     | Mohanad Shaban       | Egitto        | 2'04"72 (301)    | 20+0 (225)            | 59"55 (286)            | 10'15"82 (685)       | 1497 Q |
| 10    | Charlie Brown        | Gran Bretagna | 2'02"45 (306)    | 14+0 (195)            | 62"47 (300)            | 10'07"85 (693)       | 1494   |
| 11    | Vladyslav Chekan     | Ucraina       | 2'02"82 (305)    | 15+0 (200)            | 60"93 (300)            | 10'19"49 (681)       | 1486   |
| 12    | Li Shuhuan           | Cina          | 2'09"53 (291)    | 19+1 (222)            | 65"26 (291)            | 10'23"61 (677)       | 1481   |
| 13    | Andrés Fernández     | Guatemala     | 1'59"23 (312)    | 15+0 (200)            | 57"14 (286)            | 10'36"88 (664)       | 1462   |
| 14    | Franco Serrano       | Argentina     | 2'02"56 (305)    | 15+1 (202)            | 56"58 (286)            | 10'40"88 (660)       | 1453   |
| 15    | Marcos Rojas Jiménez | Cuba          | 2'01"96 (307)    | 10+0 (175)            | 67"56 (279)            | 10'41"65 (659)       | 1420   |
| 16    | Esteban Bustos       | Cile          | 2'09"70 (291)    | 13+1 (192)            | 72"56 (281)            | 10'46"96 (654)       | 1418   |
| 17    | Oleksandr Tovkai     | Ucraina       | 2'00"93 (309)    | 24+2 (249)            | EL (0)                 | 10'36"41 (664)       | 1222   |
| 18    | Kamil Kasperczak     | Polonia       | 2'12"73 (285)    | 20+0 (225)            | 64"48 (292)            | DNF (0)              | 802    |

### Finale
Il miglior risultato di ciascun evento è evidenziato in grassetto.
| Class   | Atleta                | Paese         | Nuoto Tempo (p.) | Scherma Vittorie (p.) | Equitazione Tempo (p.) | Laser Run Tempo (p.) | Totale |
| ------- | --------------------- | ------------- | ---------------- | --------------------- | ---------------------- | -------------------- | ------ |
| Oro     | Ahmed Elgendy         | Egitto        | 1'59"30 (312)    | 24+0 (245)            | 55"71 (300)            | 10'02"47 (698)       | 1555   |
| Argento | Taishu Sato           | Giappone      | 2'04"21 (302)    | 21+1 (232)            | 59"21 (300)            | 9'52"85 (708)        | 1542   |
| Bronzo  | Giorgio Malan         | Italia        | 1'59"23 (312)    | 18+0 (215)            | 61"97 (300)            | 9'51"70 (709)        | 1536   |
| 4       | Emiliano Hernández    | Messico       | 2'03"39 (304)    | 17+6 (222)            | 60"54 (286)            | 9'40"80 (720)        | 1532   |
| 5       | Matteo Cicinelli      | Italia        | 1'59"06 (312)    | 19+0 (220)            | 58"86 (293)            | 9'58"23 (702)        | 1527   |
| 6       | Jun Woong-tae         | Corea del Sud | 1'59"41 (312)    | 22+3 (241)            | 66"55 (287)            | 10'14"33 (686)       | 1526   |
| 7       | Seo Chang-wan         | Corea del Sud | 2'01"53 (307)    | 20+2 (229)            | 61"06 (286)            | 10'02"33 (698)       | 1520   |
| 8       | Marvin Dogue          | Germania      | 2'07"00 (296)    | 20+0 (225)            | 52"65 (293)            | 9'54"76 (706)        | 1520   |
| 9       | Joseph Choong         | Gran Bretagna | 1'57"52 (315)    | 14+2 (199)            | 61"07 (293)            | 9'48"09 (712)        | 1519   |
| 10      | Balázs Szép           | Ungheria      | 2'05"83 (299)    | 18+0 (215)            | 56"59 (300)            | 9'55"29 (705)        | 1519   |
| 11      | Jean-Baptiste Mourcia | Francia       | 2'10"05 (290)    | 16+0 (205)            | 58"67 (300)            | 9'43"94 (717)        | 1512   |
| 12      | Fabian Liebig         | Germania      | 2'04"18 (302)    | 17+0 (210)            | 56"43 (300)            | 10'05"62 (695)       | 1507   |
| 13      | Csaba Bőhm            | Ungheria      | 1'58"94 (313)    | 13+0 (190)            | 56"91 (286)            | 9'44"87 (716)        | 1505   |
| 14      | Alexandre Dallenbach  | Svizzera      | 1'57"64 (315)    | 21+1 (232)            | 59"98 (293)            | 10'40"55 (660)       | 1500   |
| 15      | Łukasz Gutkowski      | Polonia       | 2'05"28 (300)    | 20+0 (225)            | 59"94 (286)            | 10'19"70 (681)       | 1492   |
| 16      | Valentin Prades       | Francia       | 2'07"07 (296)    | 20+1 (227)            | 59"17 (272)            | 10'25"43 (675)       | 1452   |
| 17      | Pāvels Švecovs        | Lettonia      | 2'03"71 (303)    | 23+0 (240)            | 57"47 (279)            | 11'10"97 (630)       | 1452   |
| 18      | Mohanad Shaban        | Egitto        | 2'05"35 (300)    | 20+1 (227)            | NF                     | 10'46"68 (654)       | 1181   |